# Sobór Kazańskiej Ikony Matki Bożej w Kalinkowiczach
Sobór Kazańskiej Ikony Matki Bożej – prawosławny sobór parafialny w Kalinkowiczach, w dekanacie kalinkowickim eparchii turowskiej i mozyrskiej Egzarchatu Białoruskiego Patriarchatu Moskiewskiego.
Świątynia znajduje się w historycznym centrum miasta, przy ulicy Pionierskiej.

## Historia
Sobór zbudowano w latach 1990–1993; poświęcenia obiektu dokonali 4 listopada 1993 r. biskup homelski i żłobiński Arystarch oraz biskup turowski i mozyrski Piotr.

## Architektura
Budowla murowana, wzniesiona na planie zbliżonym do kwadratu, z zaokrąglonymi narożnikami, ryzalitami na środkowych częściach elewacji oraz prezbiterium zamkniętym półkolistą apsydą. Okna o łukowatym kształcie są rozmieszczone w dwóch rzędach. Obiekt wieńczy siedem cebulastych kopuł, z których największa umieszczona jest na okrągłym bębnie nad środkową częścią nawy. Wewnątrz znajduje się drewniany, ręcznie rzeźbiony ikonostas.
Wejście na teren cerkiewny prowadzi przez czworoboczną, o łukowatych oknach, krytą dachem namiotowym (zwieńczonym kopułą) dzwonnicę, na której zawieszono 12 dzwonów.